# Rundfunkrecht (Deutschland)
Das Rundfunkrecht ist ein Rechtsgebiet des Medienrechtes, das sich mit den rechtlichen Rahmenbedingungen der Rundfunkveranstaltung befasst. Verfassungsrechtliche Grundlage ist das Grundrecht der Rundfunkfreiheit aus Art. 5 Abs. 1 Satz 2 Grundgesetz (GG). Einfachgesetzliche Regelungen finden sich unter anderem im Medienstaatsvertrag, den Landesrundfunkgesetzen und den Landesmediengesetzen der Bundesländer.

## Gesetzgebungskompetenz
Die Gesetzgebungskompetenz für den Rundfunk liegt in Deutschland nach Art. 70 Abs. 1 GG bei den Ländern, wie das Bundesverfassungsgericht (VerfG) in seinem grundlegenden 1. Rundfunk-Urteil feststellte (Ausnahme: Auslandsrundfunk, Deutsche-Welle-Gesetz). Die Zuständigkeit des Bundes für die Telekommunikation aus Art. 73 Abs. 1 Nr. 7 GG betrifft lediglich die Übertragungstechnik ab Studioausgang.

## Duale Rundfunkordnung
In Deutschland unterscheiden sich die Bedingungen des öffentlich-rechtlichen Rundfunks und des privaten Rundfunks grundlegend. Gemeinsam bilden sie das duale Rundfunksystem. Verfassungsrechtliche Basis dafür sind vor allem die Rundfunkurteile des Bundesverfassungsgerichts, die die Rundfunkfreiheit konkretisieren.
Die Rundfunkfreiheit erlegt dem Gesetzgeber die Schaffung einer positiven Ordnung für den Rundfunk auf. Der Gesetzgeber muss per Gesetz alle wesentlichen Fragen der Rundfunkordnung regeln. Als wesentlich sieht das BVerfG beispielsweise die Anforderungen an die Meinungsvielfalt, an das Programm selbst, die Regelung des Marktzugangs für Rundfunkveranstalter und die Aufsicht an. Das BVerfG betont hierbei vor allem die objektiv-rechtliche Grundrechtsdimension der Rundfunkfreiheit: Als dienende Freiheit wird die Rundfunkfreiheit nicht primär im Interesse der Rundfunkveranstalter, sondern im Interesse freier individueller und öffentlicher Meinungsbildung gewährleistet, wie das 6. Rundfunk-Urteil feststellt.
Im dualen Rundfunksystem haben die öffentlich-rechtliche Anstalten für die Sicherstellung der Grundversorgung zu sorgen, heißt es in ständiger Rechtsprechung seit dem 4. Rundfunk-Urteil. Damit erfüllen sie den sogenannten Klassischen Auftrag des Rundfunks, der neben seiner Rolle für die gesellschaftliche Meinungs- und Willensbildung, neben Unterhaltung und Information auch seine kulturelle Verantwortung umfasst. In der Fachliteratur ist die rechtsdogmatische Konkretisierung der Grundversorgung umstritten. Ihre Reichweite wird einerseits eher weit und andererseits eher eng interpretiert. Bestand und Weiterentwicklung des öffentlich-rechtlichen Rundfunks werden durch eine aus der Rundfunkfreiheit abgeleitete Bestands- und Entwicklungsgarantie gesichert, wie es im 6. Rundfunk-Urteil heißt. Im 7. Rundfunk-Urteil (Hessen 3) wurde festgestellt, dass diese Garantie zugleich eine Finanzierungsgarantie ist. Organisation, Finanzierung und Binnenverfassung der öffentlich-rechtlichen Rundfunkanstalten müssen den verfassungsrechtlichen Erfordernissen von Staats-, Partei- und Wirtschaftsferne genügen.
Von den privaten Rundfunkveranstaltern wird vom BVerfG nur ein abgesenkter Grundstandard verlangt, der sich in der dualen Rundfunkordnung dadurch rechtfertigt, dass die Grundversorgung durch die öffentlich-rechtlichen Anstalten sichergestellt ist. Allerdings haben nach der Rechtsprechung des Bundesverfassungsgerichts auch die Privaten in gewissem Umfang für Vielfalt Sorge zu tragen.

## Verfassungsrechtlicher Rundfunkbegriff
Die Bestimmung des verfassungsrechtlichen Rundfunkbegriffs hat weit reichende Folgen für das gesamte Rundfunkrecht, vor allem die Rechte und Pflichten der Rundfunkveranstalter. Die einfachgesetzliche Definition des Rundfunks im Rundfunkstaatsvertrag ist davon zu unterscheiden: Das Grundgesetz gibt Vorgaben für die Auslegung des Rundfunkstaatsvertrages und nicht umgekehrt. In der Verfassung wird der Rundfunkbegriff nicht definiert. Das Bundesverfassungsgericht betont seit dem 5. Rundfunk-Urteil (Baden-Württemberg) seine Entwicklungsoffenheit und Dynamik. Der in Art. 5 I 2 GG verwendete Begriff Rundfunk lässt sich nicht in einer ein für allemal gültigen Definition erfassen hieß es bereits im 4. Rundfunkurteil (Niedersachsen). In der Fachliteratur sind Reichweite und Grenzen des verfassungsrechtlichen Rundfunkbegriffs angesichts der Internetentwicklung und der zunehmenden Medienkonvergenz umstritten. Enge Auffassungen differenzieren z. B. danach, ob Internetdienste die seit dem 8. Rundfunkurteil (Gebührenurteil) vom BVerfG postulierte besondere Breitenwirkung, Aktualität und Suggestivkraft des Rundfunks aufweisen. Diese Medienwirkungen seien evtl. bei Streaming Media festzustellen, bei anderen Internetdiensten aber regelmäßig nicht. Teilweise wird auch nach der Interaktions- und Auswahlmöglichkeit des Nutzers bei Internetdiensten oder nach dem Grad der Meinungsrelevanz eines Dienstes unterschieden. Weite Interpretationen des Rundfunkbegriffs unterstellen dagegen die meisten meinungsrelevanten, an die Allgemeinheit gerichteten Internetdienste (auch Internet-Zeitungen) der Rundfunkfreiheit und argumentieren mit deren elektronischen Übertragungsweg. Differenzierungen zwischen unterschiedlichen Diensten erfolgen nach diesem Verständnis erst auf der Ausgestaltungsebene der Rundfunkfreiheit im Rundfunkstaatsvertrag.
Streitig ist in der Fachliteratur die Abgrenzung zum verfassungsrechtlichen Pressebegriff im Presserecht (Stichwort: elektronische Presse).
Die bereits 1961 im 1. Rundfunk-Urteil (Deutschland-Fernsehen-GmbH) vorgenommene Abgrenzung zur Telekommunikation (damals noch Fernmeldewesen) hat dagegen nach wie vor Bestand: Der sendetechnische Bereich des Rundfunks wird vom Telekommunikationsrecht des Bundes mitumfasst.

## Regelungen für alle Rundfunkveranstalter
Die §§ 1 bis 10 des Rundfunkstaatsvertrages enthalten allgemeine Vorschriften, die für die Rundfunkveranstaltung der öffentlich-rechtlichen und privaten Rundfunksender gelten.

### Veranstaltung und Verbreitung von Rundfunk
Die Rundfunkdefinition des Rundfunkstaatsvertrages ist nicht mit dem verfassungsrechtlichen Rundfunkbegriff identisch. Im Sinne des RStV ist Rundfunk ein linearer Informations- und Kommunikationsdienst; er ist die für die Allgemeinheit und zum zeitgleichen Empfang bestimmte Veranstaltung und Verbreitung von Angeboten in Bewegtbild oder Ton entlang eines Sendeplans unter Benutzung elektromagnetischer Schwingungen (vgl. § 2 Absatz 1 Satz 1 RStV). Pay-TV gehört zum Rundfunk (vgl. § 2 Absatz 1 Satz 2 RStV). Kein Rundfunk sind z. B. Angebote, die weniger als 500 potenziellen Nutzern zum zeitgleichen Empfang angeboten werden, Angebote, die ausschließlich persönlichen oder familiären Zwecken dienen und Angebote, die nicht journalistisch-redaktionell gestaltet sind (vgl. § 2 Absatz 3 RStV). Die Landesmedienanstalten können feststellen, dass Telemedien dem Rundfunk zuzuordnen sind (vgl. §§ 1 Absatz 1, 20 Absatz 2 RStV).

### Programmgrundsätze
Für alle bundesweit verbreiteten Rundfunkprogramme gelten die allgemeinen Programmgrundsätze aus § 3 RStV, insbesondere die Achtung der Menschenwürde. § 10 RStV regelt die Einhaltung der journalistischen Sorgfaltspflicht.

### Unzulässige Sendungen
Das Grundgesetz gewährleistet die Medienfreiheiten (Film, Presse, Rundfunk) unter dem Vorbehalt einer Beschränkung durch allgemeine Gesetze (Art. 5 Abs. 2 GG). Die Programmgrundsätze in den Rundfunkgesetzen greifen das auf und geben den Rundfunkveranstaltern vor, bei der Programmgestaltung die Vorschriften der allgemeinen Gesetze einzuhalten (z. B. § § 41 Abs. 1 S. 4 RStV). Nach dem Jugendmedienschutz-Staatsvertrag  (frühere Regelung im RStV), der neben dem Kinder- und Jugendschutz ganz allgemein den Schutz vor solchen Angeboten in elektronischen Informations- und Kommunikationsmedien bezweckt, die die Menschenwürde oder sonstige durch das Strafgesetzbuch geschützte Rechtsgüter verletzen (§ 1 JMStV), sind ausdrücklich nicht nur Sendungen, die gegen die Menschenwürde verstoßen, kriegsverherrlichend oder jugendgefährdend sind, sondern Sendungen, die gegen bestimmte Strafnormen verstoßen, unabhängig von der Strafbarkeit im Einzelfall generell unzulässig. Ein Sanktionenkatalog mit einer Strafvorschrift (§ 23 JMStV) und zahlreichen Bußgeldtatbeständen, die mit bis zu 500.000,00 Euro Geldbuße im Höchstmaß bedroht sind (§ 24 JMStV), verleihen den Verboten Nachdruck.
Sendungen, die geeignet sind die Entwicklung Jugendlicher zu beeinträchtigen, dürfen nur unter Vorkehrungen verbreitet werden, die den Konsum durch Kinder oder Jugendliche der jeweils betroffenen Altersstufe üblicherweise ausschließen. Soweit vom Anbieter keine technischen Vorkehrungen getroffen werden, dürfen Angebote in der Regel nur zu bestimmten Sendezeiten ausgestrahlt werden, z. B. zwischen 22.00, bzw. 23.00 und 6.00 Uhr (vgl. zu den Einzelheiten §§ 5, 8 ff. JMStV).

### Rundfunkwerbung
Werbung im Sinne des Rundfunkrechts ist jede Äußerung bei der Ausübung eines Handels, Gewerbes, Handwerks oder freien Berufs, die im Rundfunk entweder gegen Entgelt oder eine ähnliche Gegenleistung oder als Eigenwerbung gesendet wird mit dem Ziel, den
Absatz von Waren oder die Erbringung von Dienstleistungen gegen Entgelt zu fördern (vgl. § 2 Abs. 2 Nr. 7 RStV). Wird für eine Erwähnung oder Darstellung ein Entgelt gezahlt, gilt dies also bereits als Werbung (insbesondere bei Schleichwerbung). Grundsätzlich muss zwischen den Sendungen als Block geworben werden. Für die Dauer der Werbung gelten bei öffentlich-rechtlichen und privaten Rundfunksendern unterschiedliche Obergrenzen (zu den Einzelheiten vgl. §§ 15, 16 und 44, 45 RStV).
Werbung darf nicht irreführen und den Interessen der Verbraucher, ihrer Gesundheit und Sicherheit nicht schaden (§ 7 Abs. 1 RStV). Politische, weltanschauliche oder religiöse Werbung ist unzulässig (§ 7 Abs. 9 RStV).
Grundsätzlich müssen Werbung und redaktionelles Programm eindeutig voneinander getrennt werden um eine inhaltliche Beeinflussung des redaktionellen Programms durch Werbung auszuschließen (Trennungsgebot, vgl. § 7 Abs. 3, 4 RStV). Dadurch werden die Unabhängigkeit der Programmgestaltung, fairer Wettbewerb und die Interessen der Zuschauer gesichert. Aus demselben Grund müssen Dauerwerbesendungen gekennzeichnet werden (§ 7 Abs. 5 RStV).
Schleichwerbung ist nach § 7 Abs. 7 RStV verboten. Unter bestimmten Bedingungen ist bezahlte Produktplatzierung mit Kennzeichnung neuerdings erlaubt (§§ 15 und 44 RStV). In Werbespots dürfen auch keine Nachrichtensprecher oder Moderatoren politischer Magazine auftreten (§ 7 Abs. 8 RStV).
Sponsoring einzelner Sendungen, zu denen auch Kurzsendungen in der Art eines Wetterberichts gehören, ist erlaubt, wenn der Inhalt der Sendung durch den Sponsor nicht beeinflusst und zu Beginn oder am Ende der Sendung kurz auf den Sponsor hingewiesen wird. Dabei darf jedoch nicht für den Kauf von Produkten o. Ä. geworben werden. Nachrichtensendungen und Sendungen zum politischen Zeitgeschehen dürfen nicht gesponsert werden (§ 8 Abs. 6 RStV).

### Kurzberichterstattungsrecht
Nach § 5 RStV steht jedem Fernsehveranstalter ein Kurzberichterstattungsrecht zu.

### Übertragung von Großereignissen
Großereignisse sind Ereignisse von erheblicher gesellschaftlicher Bedeutung. Um den Zugang der breiten Öffentlichkeit zu solchen Ereignissen sicherzustellen, dürfen sie nur dann im Bezahlfernsehen (Pay-TV) gezeigt werden, wenn das Ereignis zugleich auch in einem frei empfangbaren und allgemein zugänglichen Fernsehprogramm ausgestrahlt wird. Großereignisse sind 1. Olympische Sommer- und Winterspiele, 2. bei Fußball-Europa- und Weltmeisterschaften alle Spiele mit deutscher Beteiligung sowie das Eröffnungsspiel, die Halbfinalspiele und das Endspiel, 3. die Halbfinalspiele und das Endspiel um den DFB-Pokal, 4. Heim- und Auswärtsspiele der deutschen Fußballnationalmannschaft und 5. Champions-League- und UEFA-Cup-Endspiele mit deutscher Beteiligung, siehe § 4 RStV.

## Öffentlich-rechtliche Rundfunkveranstalter
Die öffentlich-rechtlichen Sender haben ihre Rechtsgrundlage insbesondere in den §§ 11 bis 19a des RSTV sowie weiteren Staatsverträgen, z. B. ZDF-StV, NDR-StV.

### Programmgrundsätze
Die öffentlich-rechtlichen Sender sind an den Programmauftrag (vgl. § 11 RStV) gebunden. Insbesondere sind die Rundfunkanstalten zu Ausgewogenheit, Unparteilichkeit, Objektivität und zur Einhaltung der journalistischen Sorgfalt verpflichtet. Das Niveau des Programms muss dem Grundversorgungsauftrag der Information, Bildung, Beratung und Unterhaltung dienen.

### Aufsicht
Intern werden die öffentlich-rechtlichen Rundfunkanstalten durch die binnenpluralistisch organisierten Rundfunkräte, das ZDF durch den Fernsehrat, kontrolliert. Durch die pluralistische Besetzung soll die Meinungsvielfalt innerhalb der Programme gesichert werden. Eine externe Kontrolle geschieht durch die staatliche Rechtsaufsicht, die jedoch nur eingeschränkt tätig werden darf, um die Staatsfreiheit des Rundfunks zu gewährleisten, die das Bundesverfassungsgericht aus der Rundfunkfreiheit ableitet (Rechtsgrundlage z. B. § 31 ZDF-StV). Die datenschutzrechtliche Aufsicht erfolgt über den Rundfunkdatenschutzbeauftragten.

### Finanzierung
Grundsätzlich ist für die öffentlich-rechtlichen Sender eine Mischfinanzierung zulässig. Das heißt, neben den Rundfunkbeiträgen (früher: Rundfunkgebühren) darf sich der öffentlich-rechtliche Rundfunk auch aus Werbung, Sponsoring oder durch die Herstellung und Verwertung von Rundfunkproduktionen finanzieren, §§ 12,13 RStV (vgl. 6. Rundfunk-Urteil). Pay-TV ist dem öffentlich-rechtlichen Rundfunk „im Rahmen seines Auftrags“ dagegen verwehrt (§ 13 Satz 2 RStV). Einnahmen aus Telefonmehrwertdiensten darf er nicht erzielen (§ 13 Satz 3 RStV). Einnahmen aus Teleshopping beschränken sich auf Teleshopping-Spots (§ 18 RStV). Aus der Rundfunkfreiheit folgt eine verfassungsrechtliche Finanzierungsgarantie, die der Gewährleistung der Grundversorgung dient (vgl. 7. Rundfunk-Urteil). Die Finanzierung des öffentlich-rechtlichen Rundfunks muss dabei, wie auch die Programmveranstaltung, von staatlichem Einfluss freigehalten werden, um der Rundfunkfreiheit gerecht zu werden (vgl. 8. Rundfunk-Urteil). Die Beiträge werden durch die KEF ermittelt und dann vom Beitragsservice der Anstalten (früher: GEZ) eingezogen. Zwischen den Anstalten findet ein Finanzausgleich statt.

### Werbung
Es darf nur im Ersten Fernsehprogramm der ARD und im ZDF geworben werden, in den anderen Programmen (z. B. Phoenix, Dritte Programme) findet keine Werbung statt (§ 16 Abs. 2 RStV). Die Ausstrahlung von Werbung im Ersten und im ZDF richtet sich nach deren Werberichtlinien, die auf § 16a RStV beruhen und die Durchführung der §§ 7, 8, 15, 16 RStV konkretisieren.
Teleshoppingfenster und -kanäle (vgl. § 2 Abs. 2 Nr. 10 RStV) finden im öffentlich-rechtlichen Rundfunk nicht statt (§ 18 RStV).

## Private Rundfunkveranstalter
Private Rundfunkveranstalter haben ihre Rechtsgrundlage insbesondere in den §§ 20 bis 47 RStV sowie den Landesmediengesetzen bzw. Landesrundfunkgesetzen.

### Zulassung
Die Veranstaltung von privatem Rundfunk bedarf nach § 20 RStV einer Zulassung. Dafür sind die Landesmedienanstalten der Länder zuständig, § 36 Abs. 1 RStV. Für die Zulassung bundesweit tätiger Rundfunkanbieter ist die Kommission für Zulassung und Aufsicht (ZAK) als Organ der Zulassungsanstalt für die Prüfung der persönlichen Zulassungsvoraussetzungen (§ 20a RStV) und die Kommission zur Ermittlung der Konzentration im Medienbereich (KEK) für die Prüfung der Einhaltung der vielfaltssichernden Bestimmungen zuständig (§ 35 Abs. 2, § 36 Abs. 2 und 4 RStV).
Im Zulassungsverfahren (§§ 20ff. RStV) müssen unter anderem der Gesellschaftsvertrag, mittelbare und unmittelbare gesellschaftsrechtliche Beteiligungen, Kapital- und Stimmrechtsverhältnisse offengelegt werden.
Es muss außerdem nachgewiesen werden, dass der Rundfunkveranstalter durch das Fernsehprogramm keine vorherrschende Meinungsmacht erhält. Um die Meinungsvielfalt zu sichern, werden den Veranstaltern die Zuschaueranteile von gesellschaftsrechtlich verflochtenen Sendern angerechnet (z. B. sind die Sender der RTL-Gruppe RTL, RTL II, Super RTL, VOX, n-tv miteinander verflochten). Bei der Ermittlung der zurechenbaren Zuschaueranteile erhalten Veranstalter, die Regionalfenster nach § 25 Abs. 4 RStV in ihrem Programm verbreiten, 2 % gutgeschrieben. Einen weiteren Abzug vom tatsächlich gemessenen Zuschaueranteil gibt es für Drittsendezeiten nach § 26 Abs. 5 RStV. Erreichen die Sender einer Firmengruppe zusammen nach Abzug der Boni einen Zuschaueranteil von 30 %, vermutet § 26 Abs. 2 Satz 1 RStV, dass vorherrschende Meinungsmacht gegeben ist. Gelingt es dem Veranstalter nicht, diese Vermutung zu widerlegen, müssen (weitere) Maßnahmen zur Vielfaltssicherung ergriffen werden. Dies kann durch die die Einrichtung eines Programmbeirats (§ 32 RStV), die Einräumung von Sendezeit an unabhängige Dritte (z. B. die dctp) oder die Abgabe von Beteiligungen geschehen. Die Zuschaueranteile werden auf der Basis der Daten der Gesellschaft für Konsumforschung (GfK) von der KEK ermittelt, die auch die jeweiligen Maßnahmen vorschlägt.
Wer Hörfunkprogramme ausschließlich im Internet verbreitet, bedarf keiner Zulassung. Er hat das Angebot der zuständigen Landesmedienanstalt anzuzeigen (vgl. § 20 b RStV).
Die unterlassene Anzeige kann als Ordnungswidrigkeit verfolgt werden (§ 49 Abs. 1 Satz 1 Nr. 18 RStV). Nachdem § 2 Abs. 3 Nr. 1 RStV aber Angebote vom Rundfunkbegriff des RStV ausnimmt, die weniger als 500 potenziellen Nutzern zum zeitgleichen Empfang angeboten werden, stellt ein Internetradio mit weniger als 500 gleichzeitigen Zugriffsmöglichkeiten gem. der Definition in § 2 Abs. 1 Satz 3 RStV ein Telemedium dar, das nach § 54 Abs. 1 Satz 1 RStV zulassungs- und anmeldefrei ist, d. h. weder einer Rundfunkzulassung noch einer Anmeldung nach § 20b RStV bedarf.

### Finanzierung
Zur Finanzierung können die privaten Rundfunkveranstalter auf Werbung, Teleshopping, sonstige Einnahmen (z. B. durch Sponsoring, Merchandising), Entgelte (Bezahlfernsehen) oder eigene Mittel zurückgreifen.

### Aufsicht
Die privaten Rundfunkveranstalter werden von den jeweiligen staatsfrei organisierten Landesmedienanstalten überwacht, die die Einhaltung der Vorschriften des Rundfunkstaatsvertrages, des Jugendmedienschutz-Staatsvertrages sowie der Landesmediengesetze kontrollieren. Bei Verstößen, z. B. gegen die Werberegelungen, können die Landesmedienanstalten Geldbußen nach § 49 RStV verhängen.

### Werbung
Pro Tag darf maximal 20 % der Sendezeit aus Werbespots und Teleshoppingspots bestehen, § 45 RStV. Grundsätzlich sollen Werbe- und Teleshoppingspots als Block stattfinden, der im Fernsehen den Zusammenhang von Sendungen unter Berücksichtigung der natürlichen Sendeunterbrechungen sowie der Dauer und der Art der Sendung nicht beeinträchtigen darf (§ 7a Abs. 2 RStV). Filme – mit Ausnahme von Serien, Reihen und Dokumentarfilmen – sowie Kinofilme und Nachrichtensendungen dürfen für jeden programmierten Zeitraum von mindestens 30 Minuten einmal für Fernsehwerbung oder Teleshopping unterbrochen werden (§ 7a Abs. 3 RStV). Gottesdienste und Sendungen für Kinder dürfen nicht durch Werbung oder Teleshopping-Spots unterbrochen werden (§ 7a Abs. 1 RStV). Teleshopping-Fenster, die in einem Programm gesendet werden, das nicht ausschließlich für Teleshopping bestimmt ist, müssen eine Mindestdauer von 15 Minuten ohne Unterbrechung haben (§ 45a Abs. 1 RStV).

### Regionalfensterprogramme
Unter einem Regionalfensterprogramm wird ein Rundfunkprogramm verstanden, das im Wesentlichen regionale Inhalte im Rahmen eines Hauptprogramms ausstrahlt, vgl. § 2 Abs. 2 Nr. 6 RStV. Zur Sicherung der Meinungsvielfalt sind von den Veranstaltern der beiden reichweitenstärksten, bundesweit verbreiteten Fernsehvollprogramme Regionalfensterprogramme aufzunehmen (zu den Einzelheiten siehe § 25 Abs. 4 RStV und die Landesmediengesetze).

## Spezielle Fragen des Rundfunkrechts

### Internetdienste öffentlich-rechtlicher Rundfunkanstalten
Seit den 1990er Jahren ist das Engagement öffentlich-rechtlicher Rundfunkanstalten im Internet umstritten. Einfachgesetzlich sind Internetdienste der Öffentlich-Rechtlichen nach § 11 d RStV zulässig, wenn es sich um programmbegleitende Telemedien mit programm- bzw. sendungsbezogenen Inhalt handelt. Verfassungsrechtlich wird in der Fachliteratur einerseits mit der vom BVerfG geforderten Entwicklungsgarantie des öffentlich-rechtlichen Anstaltsrundfunks argumentiert: Die Internetangebote seien für die Erfüllung des Klassischen Rundfunkauftrags durch die Öffentlich-Rechtlichen notwendig. Andererseits werden der Schutz der bereits bestehenden Anbieter- und Meinungsvielfalt im Internet sowie die Interessen der Rundfunkteilnehmer als Argumente gegen einen zu weitreichenden Online-Programmauftrag angeführt. Im Jahr 2009 wurde ein Drei-Stufen-Test eingeführt, mit dem die Zulässigkeit neuer oder veränderter öffentlich-rechtlicher Telemedienangebote überprüft werden kann (§ 11f Absatz 4 RStV).

### Reform der Rundfunkfinanzierung: Rundfunkbeitrag statt Rundfunkgebühr
Am 1. Januar 2013 ist der neue Rundfunkbeitragsstaatsvertrag der Bundesländer in Kraft getreten. Er ist die Nachfolgeregelung zum früheren Rundfunkgebührenstaatsvertrag, der aufgehoben wurde.
Der Rundfunkgebührenstaatsvertrag hatte die Rundfunkgebührenpflicht seit 1970 an das Bereithalten eines Rundfunkempfangsgerätes angeknüpft. Diese Anknüpfung stand seit den 2000er Jahren wegen der sich verstärkenden Medienkonvergenz zunehmend in der medienpolitischen und medienrechtlichen Diskussion. Insbesondere war die Rundfunkgebührenpflicht für neuartige Rundfunkempfangsgeräte, etwa internetfähige PCs, umstritten. BVerfG (2012) und BVerwG (2010) hatten die Verfassungskonformität der Gebührenpflicht von Internet-PCs bejaht, nachdem in instanzgerichtlicher Rechtsprechung und Fachliteratur zuvor unterschiedliche Auffassungen vertreten wurden.
Eine grundlegende Reform der Finanzierung des öffentlich-rechtlichen Rundfunks wurde Ende der 2000er Jahre diskutiert. Im Jahr 2010 einigten sich die Ministerpräsidenten der Bundesländer auf einen Systemwechsel und unterzeichneten den neuen Rundfunkbeitragsstaatsvertrag, der 2011 von den Länderparlamenten ratifiziert wurde. Das neue Beitragsrecht stützt sich im Wesentlichen auf ein Rechtsgutachten von Paul Kirchhof.
Nach dem neuen Rundfunkbeitragsstaatsvertrag besteht im privaten Bereich eine Beitragspflicht für Inhaber von Wohnungen und im nicht privaten Bereich eine Beitragspflicht für Inhaber von Betriebsstätten. In der Fachliteratur ist die Verfassungskonformität des neuen Rechts umstritten, insbesondere im Hinblick auf die finanzverfassungsrechtliche Einordnung des Rundfunkbeitrags und die Vereinbarkeit seiner Ausgestaltung mit Gleichheitssatz und Übermaßverbot sowie die Vereinbarkeit mit datenschutzrechtlichen Vorgaben. Popularklagen und eine Landesverfassungsbeschwerde gegen die Neuregelung wurden abgewiesen. Zwischenzeitlich liegen zahlreiche Revisionsentscheidungen des Bundesverwaltungsgerichts vor, die von der Verfassungskonformität des Rundfunkbeitragsstaatsvertrags ausgehen.

### Digitaler Rundfunk, digitale Plattformen
Die Umstellung von der bisherigen analogen Sendetechnik auf digitalen Rundfunk erfordert Regelungen, die einen chancengleichen und diskriminierungsfreien Zugang der verschiedenen Sender zur digitalen Technik garantieren (siehe zu den sog. digitalen Plattformen §§ 52 RStV ff.). Problematisch sind dabei insbesondere sog. bottle necks (Flaschenhälse) oder gatekeeper (Torhüter), d. h. Stellen, an denen über den Zugang zu einer Übertragungstechnik, die Reihenfolge der Darstellung in Navigatoren und über die Kompatibilität von Verschlüsselungstechniken entschieden wird.

## Internationale Regelungen
Das deutsche Rundfunkrecht unterliegt internationalen Regelungen; Bedeutende sind:
- Europarat: Konvention über das grenzüberschreitende Fernsehen vom 5. Mai 1989 (SEV 132).[32]
- Richtlinie 89/552/EWG (Fernsehrichtlinie), Nachfolger Richtlinie über audiovisuelle Mediendienste.[33]